# Правительство Фишера
Правительство Яна Фишера (чеш. Vláda Jana Fischera) — 10-е правительство Чешской Республики во главе с Яном Фишером. Было приведено к присяге 9 мая 2009 года. Получило доверие парламента на заседании 7 июня 2009 года.

## Общие сведения

Логотип председательства Чехии в Европейском совете

После падения второго кабинета Мирка Тополанка в феврале 2009 года, политические силы Чехии искали возможность выхода из сложившегося политического кризиса. В апреле, лидеры ODS, ČSSD и Партии зелёных договорились о сокращении периода функционирования Палаты депутатов V созыва и на время до проведения досрочных выборов в октябре 2009 года, создать переходное правительство. Лидеры договорились, что главой правительства должен стать экономист Ян Фишер.
9 апреля, президент Вацлав Клаус, поручил Яну Фишеру сформировать новое правительство. Согласно предварительным договоренностям партий, на посты министров должны быть выдвинуты «эксперты», не являющиеся членами политических партий, причем 8 членов выдвинуты существующей правительственной коалицией (ODS, KDU-ČSL и Партии зелёных) и 7 членов ČSSD. 9 апреля 2009 года в СМИ появился почти полный список предложенных членов правительства, хотя официально партии не публиковали свои предложения. 15 апреля, председатель ČSSD Иржи Пароубек предложил новому премьер-министру 7 кандидатов, 6 из которых соответствовали именам, просочившимся в СМИ неделей ранее. Утром 16 апреля, председатель Партии зелёных, Мартин Бурсик предложил премьер-министру троих кандидатов, ни один из которых не фигурировал в сообщениях СМИ. Днем того же дня, председатель ODS Мирек Тополанек предложил премьер-министру 7 кандидатов, 4 из которых соответствовали информации, просочившимся неделей ранее.
14 апреля, после встречи с новым премьер-министром, президент Клаус заявил в интервью СМИ, что хотел бы, чтобы в правительстве остался один из действующих министров, а именно Мирослав Калоусек, в деятельности которого он был уверен на 100%. Однако лидеры ODS и ČSSD отказались от этого предложения. 8 мая, президент Вацлав Клаус назначил новое правительство.

### Наименование правительства
Социал-демократическая партия продвигала идею нового правительства под названием «Правительство экспертов». Однако против этого возражал Мирек Тополанек, сказав, «Я отказываюсь, чтобы это было правительство более опытных экспертов, чем моё» (чеш. Odmítám, že by to měla být vláda větších odborníků než vláda moje) и президент Клаус, заявил, что: «Я бы их определил как заместителей министров, недовольных тем, что они не министры. Тогда я бы не назвал их правительством экспертов. Это нормальные политики, которые получили новый шанс в этом политическом повороте, и я думаю, что они им воспользуются». (чеш. Definoval bych je jako náměstky nespokojené s tím, že nejsou ministry. Pak bych je nenazýval vládou odborníků. Jsou to normální politici, kteří při této politické přesmyčce získali novou šanci, a myslím, že ji využijí). Мирек Тополанек называл предстоящее правительство «летним», однако президент Клаус, возражал против этого названия: «Президент полагает, что переговоры о будущем правительстве серьезны».
В Чехии данное правительство называют вторым «Правительством чиновников» (первым считается правительство Йозефа Тошовского), «правительством наведением мостов», «переходным правительством» и «правительством экспертов». После своего назначения, Ян Фишер заявил, что это будет не правительством планов, а правительством упорной работы.

### Досрочные выборы
Несмотря на принятие закона о сокращении периода функционирования V созыва Палаты депутатов и назначения даты выборов президентом, летом Конституционный суд Чешской Республики, принял конституционную жалобу со стороны бывшего депутата социал-демократической партии Милоша Мелчака. Суд приостановил действие закона, а 10 сентября, за месяц до проведения предполагаемых выборов, отменил его действие. Таким образом, правительство, несмотря на первоначальные планы правления до октября 2009 года, оставалось у власти до июля 2010 года.

## Состав кабинета
| Министерство (должность)                                 | Имя                 | Начало полномочий | Конец полномочий | Партия                         | Партия                         |
| Председатель Правительства                               | Ян Фишер            | 9 апреля 2009     | 13 июля 2010     |                                | Беспартийный                   |
| Вице-председатель, министерство иностранных дел          | Ян Когоут           | 8 мая 2009        | 13 июля 2010     |                                | Беспартийный от ČSSD           |
| Вице-председатель, министерство обороны                  | Мартин Бартак       | 8 мая 2009        | 13 июля 2010     |                                | Беспартийный от ODS            |
| Министерство внутренних дел                              | Мартин Пецина       | 8 мая 2009        | 13 июля 2010     |                                | Беспартийный от ČSSD           |
| Министерство труда и социальных дел                      | Петр Шимерка        | 8 мая 2009        | 13 июля 2010     |                                | Беспартийный от ČSSD           |
| Министерство регионального развития                      | Ростислав Вондрушка | 8 мая 2009        | 13 июля 2010     |                                | Беспартийный от ČSSD           |
| Министерство здравоохранения                             | Дана Юраскова       | 8 мая 2009        | 13 июля 2010     |                                | Беспартийная от ODS            |
| Министерство финансов                                    | Эдуард Янота        | 8 мая 2009        | 13 июля 2010     |                                | Беспартийный от ODS            |
| Министерство юстиции                                     | Даниэла Коваржова   | 8 мая 2009        | 13 июля 2010     |                                | Беспартийная от ODS            |
| Министерство культуры                                    | Вацлав Ридльбух     | 8 мая 2009        | 13 июля 2010     |                                | Беспартийный от ČSSD           |
| Министерство промышленности и торговли                   | Владимир Тошовский  | 8 мая 2009        | 13 июля 2010     |                                | Беспартийный от ČSSD           |
| Министерство сельского хозяйства                         | Якуб Шебеста        | 8 мая 2009        | 13 июля 2010     |                                | Беспартийный от ČSSD           |
| Министерство образования, молодёжи и физической культуры | Мирослава Копицова  | 8 мая 2009        | 13 июля 2010     |                                | Беспартийная от ODS            |
| Министерство транспорта                                  | Густав Сламечка     | 8 мая 2009        | 13 июля 2010     |                                | Беспартийный от ODS            |
| Министерство окружающей среды                            | Ладислав Мико       | 8 мая 2009        | 30 ноября 2009   |                                | Беспартийный от Партии зелёных |
| Ян Дусик                                                 | 30 ноября 2009      | 22 марта 2010     |                  | Беспартийный от Партии зелёных |                                |
| Якуб Шебеста                                             | 22 марта 2010       | 15 апреля 2010    |                  | Беспартийный от ČSSD           |                                |
| Рут Бизкова                                              | 15 апреля 2010      | 13 июля 2010      |                  | Беспартийная от ODS            |                                |

### Министры без портфеля
| Министерство (должность)                       | Имя            | Начало полномочий | Конец полномочий | Партия              | Партия                         |
| Министр по европейским делам                   | Штефан Фуле    | 8 мая 2009        | 30 ноября 2009   |                     | Беспартийный от ČSSD           |
| Юрай Хмиэл                                     | 30 ноября 2009 | 13 июля 2010      |                  | Беспартийный от ODS |                                |
| Министр по правам человека и меньшинств        | Михаэл Коцаб   | 8 мая 2009        | 29 марта 2010    |                     | Беспартийный от Партии зелёных |
| Министр — председатель Законодательного совета | Павел Заржецки | 30 ноября 2009    | 13 июля 2010     |                     | Беспартийный от ČSSD           |